# Roberto Centaro
Roberto Centaro (Siracusa, 21 novembre 1953) è un politico e magistrato italiano, più volte senatore.

## Biografia
Laureato in giurisprudenza, magistrato di Cassazione, è stato eletto al Senato della Repubblica per la prima volta nel 1996 nel collegio di Siracusa, per la Casa delle Libertà, aderendo al gruppo di Forza Italia. Nel 2000 è responsabile Giustizia del suo partito. Rieletto nel 2001, è divenuto presidente della Commissione parlamentare Antimafia. Nelle politiche del 2006 viene eletto al Senato nella lista di Forza Italia, nel collegio Sicilia. È membro della Commissione Giustizia.
Lascia il PdL aderendo a Forza del Sud, il partito meridionalista del Sottosegretario Gianfranco Micciché. Centaro è relatore del discusso provvedimento "Processo lungo" approvato al Senato il 29/07/11 con 160 si,139 no e nessun astenuto su cui il governo ha posto la questione di fiducia.
Nel 2013 è ricandidato alla Camera al secondo posto per Grande Sud-MpA nella circoscrizione Sicilia 2, ma non viene rieletto in parlamento.